# Султан Мухаммад Акбар
Шахзаде Султан Мухаммад Акбар Мирза (11 сентября 1657 — 31 марта 1706) — могольский принц из династии Бабуридов, четвертый сын могольского императора Аурангзеба. Принц Акбар возглавил восстание против своего отца и бежал из Декана. Позднее он отправился в изгнание в Персию, где и скончался. Мухаммад Акбар Мирзы был отцом принца Нику Сийяра, который был императором Великих Моголов в течение нескольких месяцев в 1719 году.

## Ранняя жизнь
Мухаммад Акбар родился 11 сентября 1657 года в Аурангабаде. Он был четвертым сыном императора Великих Моголов Аурангзеба (1618—1707). Его матерью была Наваб Дильрус Бану Рабия-и-Дурани-бегум Сахиба (ок. 1622—1657), главная жена падишаха, старшая дочь шахзаде Бади аз-Замана-мирзы Сефевида. Персидский принц Бади уз-Заман Мирза (? — 1659) был субадаром (наместником) Гуджарата. Дильрус умерла, когда Акбару был всего месяц от роду. По этой причине Акбар воспитывался с особой заботой и любовью своим отцом и старшей сестрой, принцессой Зеб Ун-Ниссой. Акбар был самым любимым сыном своего отца, как сам Аурангзеб сказал ему в письме: «Бог свидетель, что я любил тебя больше, чем других сыновей».
Среди братьев и сестер Акбара были его старшие сестры: принцессы Зеб-Ун-Нисса, Зинат-Ун-Нисса и Зубдат-Ун-Нисса, а также его старший брат, шахзаде Мухаммад Азам Шах. Как и другие могольские принцы, Мухаммад Акбар управлял различными провинциями и вел небольшие военные кампании под руководством опытных офицеров. Его первое самостоятельное командование было во время войны Аурангзеба за княжество Джодхпур.

## Браки
18 июня 1672 года принц Мухаммад Акбар женился на внучке своего дяди по отцовской линии, Даре Шукоха, который был убит по приказу его отца Аурангзеба. Принцесса Салима Бану Бегум была старшей дочерью принца Сулеймана Шукоха (1635—1662), старшего сына принца Дары Шукоха. Позже, 11 сентября 1676 года, принц Акбар вторично женился на дочери ассамского аристократа Аллаха Кули хана Гаккхара. Он был отцом 5 или 7 сыновей и 6 дочерей, в том числе Нику Сийяра, который ненадолго стал императором Великих Моголов в 1719 году.

## Война с раджпутами
Махараджа Джасвант Сингх (1629—1678), правитель Джодхпура, был высокопоставленным могольским офицером. Он скончался на должности субадара Джамруда 10 декабря 1678 года, не оставив после себя наследников мужского пола. Две его жены были беременны в момент его смерти. Таким образом, преемственность на княжеском престоле Джодхпура стала неясной. Когда известие о смерти раджи Джасванта Сингха достигло Аурангзеба, он сразу же отправил большое войско (9 января 1679 года), чтобы занять княжество Джодхпур. Одной из дивизий могольской армии командовал принц Акбар Мирза.
Аурангзеб занял княжество Джодхпур якобы для того, что обеспечить преемственность любому наследнику мужского пола, рожденному об беременных вдов Джасванта Сингха. Аурангзеб объявил, что законный наследник Джодхпура будет наделен своим наследством по достижении им совершеннолетия. Однако отношения между Джасвантом и Аурангзебом не были дружественными. Члены семьи покойного опасались, что император Аурангзеб под этим предлогом навсегда аннексирует княжество. Действующие офицеры-маратхи в княжестве Джодхпур были могольскими офицерами. Таким образом, фактически аннексировав крупное индуистское княжество на север Индии, Аурангзеб вновь восстановил джизью (налог) на немусульманское население (2 апреля 1679 года), почти сто лет назад отмененную его толерантным предком Акбаром. Все это сделало могольского падишаха крайне непопулярным среди раджпутов.
Одна из беременных жен Джасванта Сингха родила сына, который получил имя — Аджит Сингх (1679—1724). Офицеры, верные Джасванту, вернули его семью в Джодхпур и объединили раджпутский клан под знаменами младенца. Раджпуты из Джодхпура (клан Ратхор) заключили союз с соседними раджпутами из Мевара (клан Сисодия). Махараджа Радж Сингх из Мевара собрал своё войско на западе княжества, в горах Аравали, откуда стал совершать набеги на соседние могольские провинции.
Во второй половине 1680 года могольский император Аурангзеб предпринял широкомасштабное наступление на раджпутов. Три отдельные могольские армии под командованием сыновей Аурангзеба, принцев Акбара, Азама и Муаззама, с разных сторон проникли в горы Аравали. Принцы Азам и Муаззам были разбиты раджпутами и отброшены назад.

## Восстание Акбара
Принцу Акбару и его генералу Тахаввар-хану было приказано попытаться подкупить раджпутскую знать, чтобы она перешла на сторону Великих Моголов. Раджпуты стали подстрекать принца Акбара к восстанию против отца и предлагали ему всяческую поддержку. Они указали ему, что попытка Аурангзеба аннексировать раджпутское княжество нарушает стабильность Индии. Они также напомнили ему, что открытый фанатизм, проявленный Аурангзебом при восстановлении джизьи и разрушении индуистских храмов, идет вразрез с мудрой политикой его предков. Акбар охотно выслушал раджпутов и пообещал восстановить политику прославленного Акбара. 1 января 1681 года принц Акбар провозгласил себя новым императором Великих Моголов и издал собственный манифест, в котором низвергал своего отца. В январе 1681 года Акбар начал свой поход на Аджмир, где тогда находился сам император Аурангзеб.
Будучи командующим одной из монгольских дивизий, Акбар-мирза командовал 12-тысячной кавалерией с вспомогательной пехотой и артиллерией. Махараджа из Мевара выделил ему на помощь 6 тысяч раджпутских всадников, что составляло половину его собственного войска. Когда эта объединенная армия пересекла княжество Джодхпур, её численность возросла до 25 тысяч всадников. Тем временем различные могольские отряды, стоявшие вокруг Аравали, выступили на помощь Аурангзебу. Если бы Акбар совершил быстрый марш, ему, возможно, удалось бы осуществить свои честолюбивые намерения. Но он колебался и задерживался по дороге, а за это время силы его отца более чем удвоились. Тахаввар-хан, являвшийся правой рукой Акбара, был тайно вызван в ставку Аурангзеба и убит.
Затем император Аурангзеб написал фальшивое письмо принцу Акбару и устроил так, что это письмо было перехвачено раджпутами. В этом письме Аурангзеб поздравил своего сына за то, что он наконец вывел партизан-раджпутов на открытое место, где они могли быть разбиты совместными силами отца и сына. Раджпутские командиры заподозрили, что это письмо фальшивое, но отнесли его в лагерь принцу Акбару для объяснения. Здесь они обнаружили, что Тахаввар-хан, правая рука принца, исчез. Заподозрив принца в измене, раджпуты ночью покинули его лагерь. На другой день принц Акбар обнаружил, что его главный советник и союзники-раджпуты ушли, а его собственные воины собираются его предать и перейти на сторону отца. Акбар-мирза, чтобы спасти свою жизнь, поспешно покинул лагерь с несколькими близкими соратниками.

## Последствия
Дургадас (1638—1718), вождь клана Ратхор, обнаружив обман, взял принца Акбара под свою защиту и проводил его под охраной ко двору правителя маратхов Самбхаджи, преемника Шиваджи, добиваясь поддержки проекта возведения его на могольский престол. При дворе Самбхаджи Акбар-мирза провел пять лет, надеясь, что первый окажет ему военную и денежную помощь в борьбе против Аурангзеба. Однако Самбхаджи был занят разоблачением заговора против его. Позднее Самбхаджи был занят внешними войнами. В сентябре 1686 года Самбхаджи отправил принца Акбара в Персию.
В Персии говорили, что принц Акбар ежедневно молится о скорейшей смерти своего отца, и только это даст ему еще один шанс завоевать себе трон Великих Моголов. Услышав об этом, его отец Аурангзеб, как говорят, заметил: "Давайте посмотрим, кто умрет первым. Он или я!- Как оказалось, принц Акбар умер в 1706 году, за год до кончины своего отца. Он умер в городе Мешхед в Персии.
Двое детей Акбара были воспитаны раджпутами, пока в результате мирных переговоров они не были переданы старому императору. Дочь Акбара Сафият-ун-Нисса была отправлена к своему деду в 1696 году, а его сын Буланд Ахтар (? — 1706) был возвращен в 1698 году. Последний, будучи представлен ко двору, шокировал своего деда и знать, свободно говоря на раджпутском языке.